# Josef Maria Auchentaller

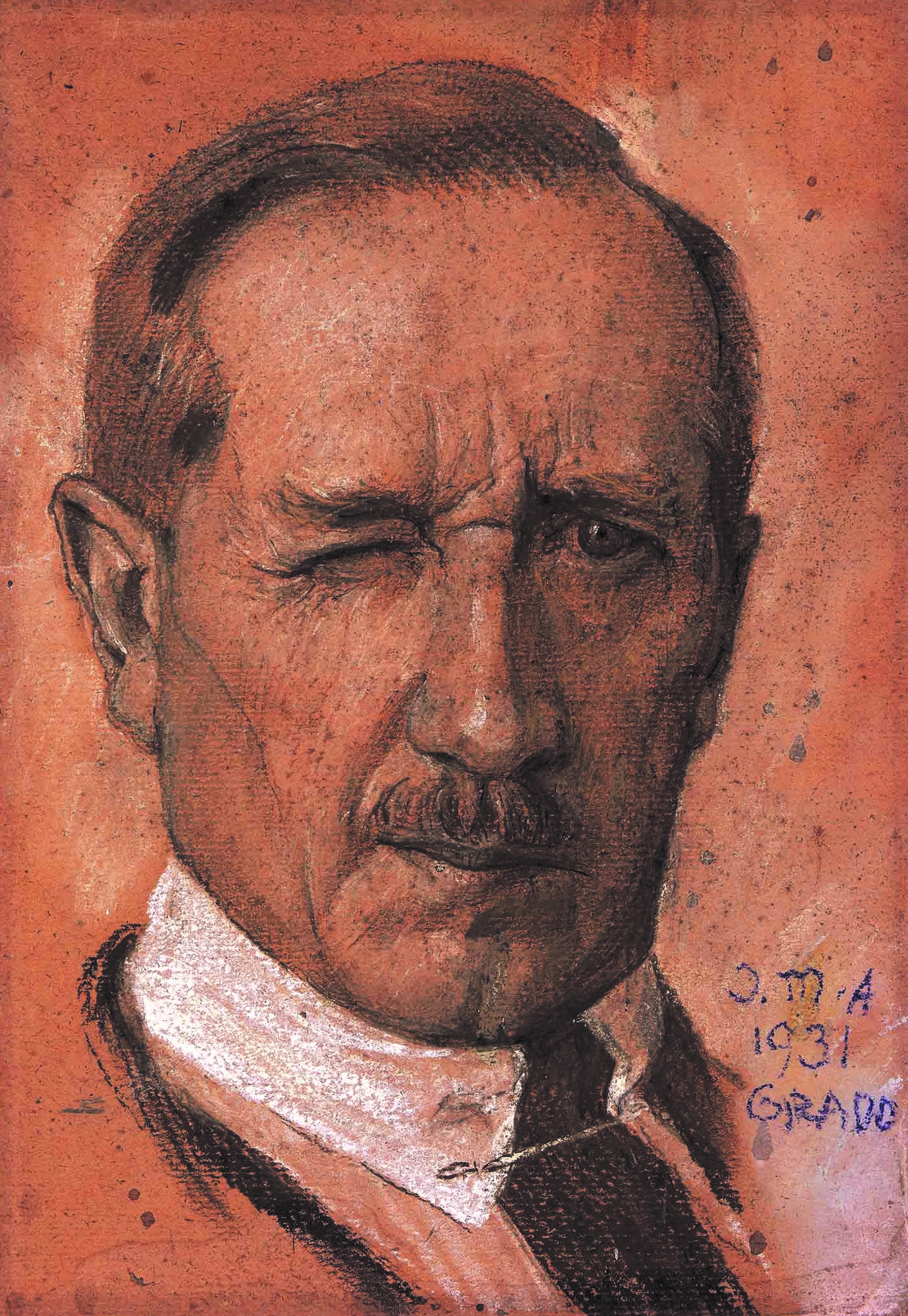
Selbstporträt (1931)

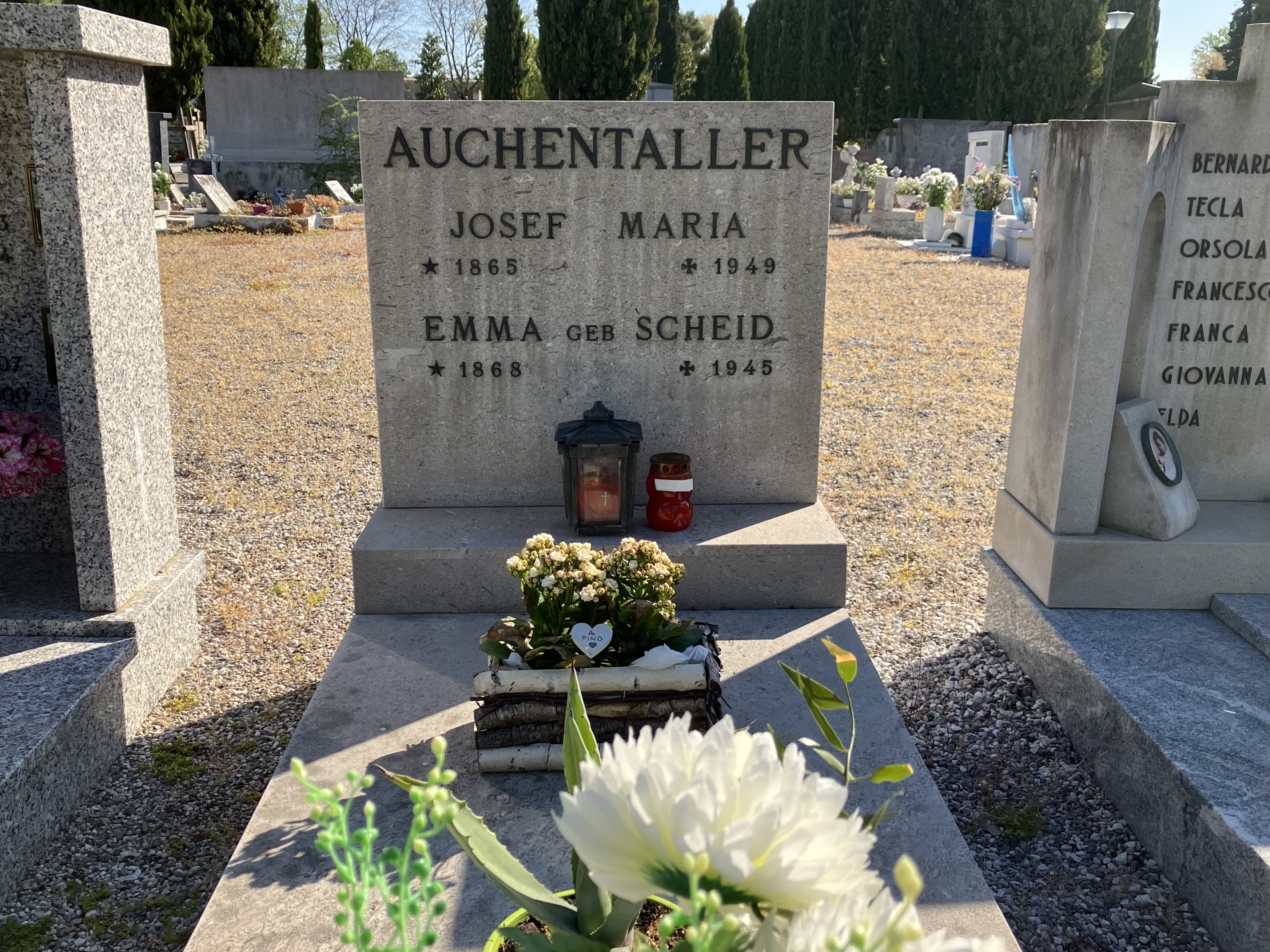
Grab von Josef Maria Auchentaller in Grado

Josef Maria Auchentaller (* 2. August 1865 in Wien; † 31. Dezember 1949 in Grado in Italien) war ein österreichischer Maler, Zeichner und Grafiker.

## Biografie
Der in Wien-Penzing in eine aus Südtirol stammenden Familie geborene Josef Maria Auchentaller besuchte von 1882 bis 1886 die Technische Hochschule in Wien und vom Jahr 1890 an die dortige Akademie der bildenden Künste. Er wurde in dieser Zeit mit mehreren Preise und Prämien ausgezeichnet. 1897 unternahm er eine Italienreise, von der er beachtlich viele Zeichnungen und Studien nach Hause brachte. Von 1892 bis 1896 lebte er in München, wo er mit der Münchner Secession in Kontakt kam. Er arbeitete an der Zeitschrift Jugend mit und bald wurde er auch zu einem Protagonisten des damaligen Wiener Kunstlebens.
Er trat der als Wiener Secession bekannten „Vereinigung der bildenden Künstler Österreichs“ von Anfang an bei und bekleidete – von der V. bis zur X. Ausstellung (1899–1901) – auch eine Rolle im Organisationskomitee, verließ sie aber 1905 gemeinsam mit den Künstlern der Klimt-Gruppe. Für diese Vereinigung, die den Beziehungen zwischen Wien und der zeitgenössischen Kunst eine völlig neue Ausrichtung geben sollte, gestaltete Auchentaller das Plakat und den Katalogumschlag der VII. Ausstellung (1900). Zur XIV. Secessionsausstellung (1902), auf der Max Klinger mit der Beethovenstatue vertreten war, schuf Auchentaller den großen Fries Freude schönen Götterfunken, der dem von Gustav Klimt realisierten Beethovenfries gegenüberstand. Sein reiches Schaffen auf dem Gebiet der Porträtmalerei, der er sein ganzes Leben lang treu bleiben sollte, war auf der X. Ausstellung im Jahr 1901 gut durch die Ganzfigur seiner Frau Emma vertreten.
Auchentaller war ein rühriger Mitarbeiter der Zeitschrift Ver Sacrum (er gehörte 1900–1901 auch dem Redaktionskomitee an), für die er zwei Titelblätter und zahlreiche im Inneren wiedergegebene Grafiken realisierte. Er griff dabei hauptsächlich auf Blumenmotive zurück und legte eine vom japanischen Holzschnitt beeinflusste linear-stilisierte Gestaltungsweise an den Tag. Das 8. Heft des 4. Jahrgangs (1901) war gänzlich Auchentaller gewidmet, der dabei nicht nur als Grafiker vorgestellt wurde, sondern auch in seiner aktiven Rolle auf kunstgewerblichem Gebiet.

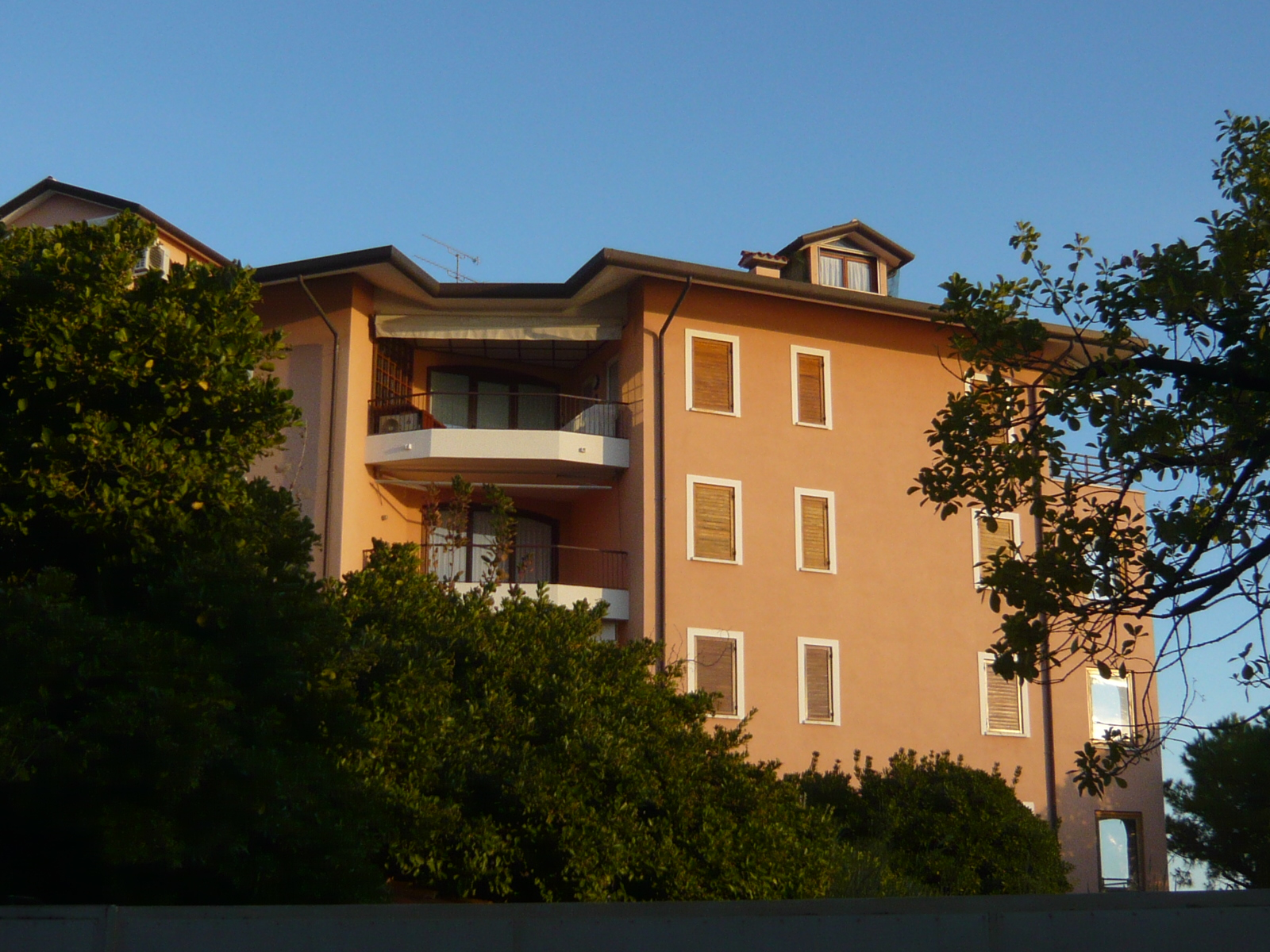
Ehemalige Pension „Fortino“ der Familie Auchentaller in Grado

Im Jahr 1903 zog er mit seiner Frau Emma, geborene Scheid, und den Kindern Maria und Peter nach Grado, wo er entscheidend zum touristischen Aufschwung des Adriaseebads beitrug. Nach einem Entwurf des Architekten Julius Mayreder entstand die „Pension Fortino“, die von der Familie Auchentaller mit bewundernswertem Unternehmungsgeist geführt und bald zu einem beliebten Urlaubsziel des Wiener Großbürgertums wurde. Für Grado entwarf er 1906 das berühmte, bei A. Berger in Wien gedruckte Plakat Seebad Grado. Österreichisches Küstenland, ein gelungenes Beispiel eines Kunstwerks, in dem sich das Flair und die Stimmung des Jugendstils widerspiegeln.
Von grundlegender Bedeutung sind auch Auchentallers verwandtschaftliche Beziehungen zu der Familie Scheid (Schmuckhersteller) und den Gebrüdern Thonet (Jugendstil-Möbel), für die er zahlreiche Arbeiten entwarf und die sein Hauptwerk im Musikzimmer ihres Schloss Lehenhof in Scheibbs ausstellten – in einem „internationalen“ Klima regen kulturellen Austauschs. Für die Firma Georg Adam Scheid, die auch eine Scheideanstalt betrieb, gestaltete der Künstler um 1900 verschiedene, stark vom Jugendstil geprägte Schmuckstücke.
Der Künstler wendete sich mit großem Interesse der Plakatkunst zu, deren Wirkungskraft zur Verbreitung von Ideen, Messages und Produkten ihm von Anfang an bewusst war. So entwarf und realisierte er zahlreiche Werbeplakate, die sich – neben im „Plakatstil“ gestaltet – durch starke Stilisierung und grafische Synthese auszeichneten: Aureol (1898); Schott und Donnath, Kathreiners Kneipp Malzkaffee (1899); Continental Pneumatik (1900); Internationale Fischereiausstellung, G. A. Scheid (1902).
Von 1904 an hielt er sich jeden Sommer in Grado auf. Schon in dieser Zeit schwächten sich die Kontakte zum Wiener Kunstambiente und den dortigen Künstlerkollegen ab, während ihm die Freunde – die Maler Carl Moll, Alfred Roller, Wilhelm List und Maximilian Kurzweil und der Architekt Otto Wagner – gelegentlich Besuche abstatteten. Von nun an wendete Auchentaller sich in seinem künstlerischen Schaffen – dessen Stil immer noch die für den Secessionismus typischen grafischen Elemente aufwies – überwiegend dem Porträt und der Landschaftsmalerei zu.
Josef Maria Auchentaller war ein frühes Mitglied des Deutschen Künstlerbundes. Sein Name findet sich im Mitgliederverzeichnis des Ausstellungskatalogs zur 3. DKB-Jahresausstellung 1906 im Großherzoglichen Museum Weimar.

## Ausgewählte Werke
Am 19. Mai 2011 wurde Auchentallers Bild Die Elfe am Bach (1898–99) feierlich dem Leopold Museum in Wien unter Anwesenheit von Frau Elisabeth Leopold, der Witwe des Museumsgründers Rudolf Leopold, als Dauerleihgabe übergeben.

## Ausstellungen
- Jugendstil pur! Josef Maria Auchentaller 1865 – 1949. Ein Künstler der Wiener Secession. Leopold Museum, Wien, 11. Juni 2009 – 21. September 2009.
- Wiener Bijoux. Gioielli e design – Schmuck und Design. Josef Maria Auchentaller per/für Georg Adam Scheid. Grado, 21. Juni – 1. November 2015.[3][4]